# Josh Scobey
Joshua Payne Scobey (Oklahoma City, 11 dicembre 1979) è un ex giocatore di football americano statunitense che ha militato nei ruolo di running back e kick returner nella National Football League (NFL) e nella United Football League (UFL).

## Carriera
Morris fu scelto nel corso del sto giro del Draft NFL 2002 dagli Arizona Cardinals. Nel 2003 guidò la National Football League in yard su ritorno da kickoff. Nel 2005 passò ai Seattle Seahawks con cui raggiunse il primo Super Bowl della storia della franchigia in cui giocò come ritornatore di kickoff nella sconfitta contro i Pittsburgh Steelers, in cui fu anche uno dei capitani della squadra. Il 3 maggio 2007 firmò con i Buffalo Bills ma riformò con i Seahawks il 4 dicembre, terminando la sua esperienza nella NFL a fine stagione. Nel 2009 fu membro dei Las Vegas Locomotives che vinsero il campionato UFL. Dopo il ritiro da giocatore, divenne capo degli osservatori dei Cardinals.

## Palmarès

### Franchigia
- National Football Conference Championship: 1

Seattle Seahawks: 2005
- Campione UFL: 1

Las Vegas Locomotives: 2009

### Individuale
- Leader della NFL in yard su ritorno da kickoff: 1

2003